# Looking Up (Elton John)
Looking Up è un singolo del cantante britannico Elton John, pubblicato il 4 dicembre 2015 ed estratto dall'album Wonderful Crazy Night.